# Margaux Fragoso
Margaux Fragoso (/ˈmɑːrɡoʊ frəˈɡoʊsoʊ/), née le 15 avril 1979 à West New York (New Jersey) et morte le 23 juin 2017 à Mandeville (Louisiane), est une autrice américaine, surtout connue pour ses mémoires Tiger, Tiger, qui retracent son parcours de victime d'abus sexuels durant 14 années,,.

## Enfance
Margaux Artemia Fragoso naît dans une famille ouvrière et grandit à Union City, New Jersey. Son père est un bijoutier portoricain alcoolique et colérique, tandis que sa mère, d'origine suédoise, norvégienne et japonaise, souffre d'une grave maladie mentale, nécessitant plusieurs hospitalisations. Dès l'âge de sept ans et jusqu'à l'âge de vingt-et-un ans, Fragoso est accueillie, soignée et abusée sexuellement par un homme, quinquagénaire au moment de leur rencontre, auquel elle donne le pseudonyme de « Peter Curran » dans ses mémoires Tiger, Tiger,.

## Carrière

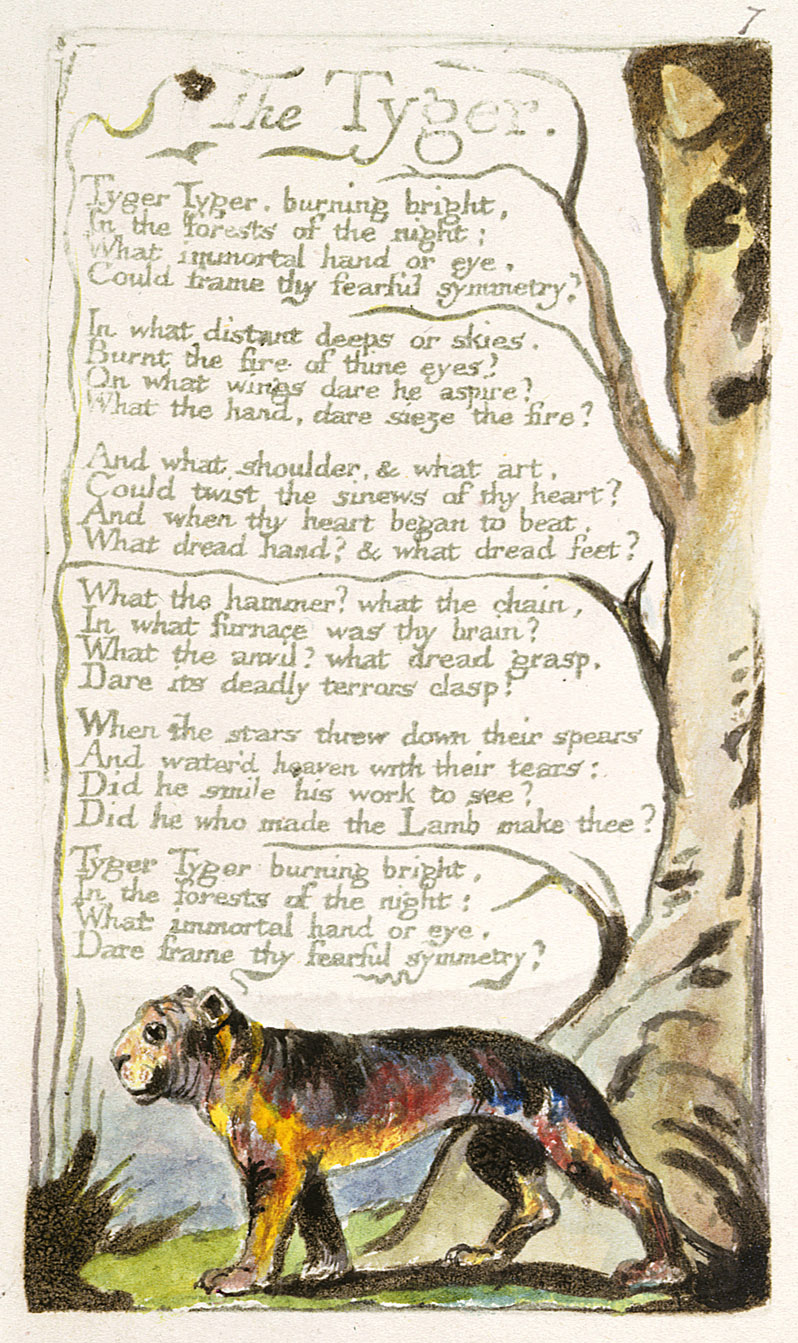
Le titre du livre de Fragoso Tiger, Tiger est une référence au poème de William Blake.

Fragoso fréquente la New Jersey City University (en), puis l'Université de Binghamton, où elle obtient un doctorat en écriture créative en 2009,. Après avoir publié des essais et des poèmes, en 2011 elle publie Tiger, Tiger : A Memoir, qui devient un best-seller.
Le titre du livre se réfère à un jeu auquel, enfant, elle jouait avec son agresseur, âgé d'une cinquantaine d'années, et évoque aussi la question posée par William Blake dans son poème The Tyger : est-ce que ce qui a créé le prédateur est aussi ce qui a créé sa proie ? 
Le livre de Fragoso est traduit en 20 langues et demeure le seul roman publié de Fragoso,. La version française est traduite par Marie Darrieussecq et publiée en 2012 chez Flammarion.  
L'université de New Jersey City attribue un prix depuis 2018, Margaux Fragoso Literary Courage Award, en sa mémoire. 
L'autrice Neige Sinno, également victime d'abus sexuels et de viols pédocriminels, fait référence au livre de Fragoso dans son roman Triste tigre, publié en 2023, dont le titre s'en inspire notamment.

## Vie privée et mort
Margaux Fragoso se marie avec Steve McGowan, avec qui elle a une fille et dont elle divorce, puis elle se remarie, en 2010, avec Tom O'Connor. Elle meurt d'un cancer de l'ovaire en 2017 à l'âge de 38 ans,,.